# سرای خوانساری‌ها
سرای خوانساریها مربوط به دوره صفوی است و در اصفهان، میدان امام، بازار بزرگ، بازار نیم‌آور واقع شده و این اثر در تاریخ ۱۷ اسفند ۱۳۸۱ با شمارهٔ ثبت ۷۶۳۲ به‌عنوان یکی از آثار ملی ایران به ثبت رسیده‌است.